# Hyperplatys pardalis
Hyperplatys pardalis là một loài bọ cánh cứng trong họ Cerambycidae.